# Taraz Fwtbol Klwbı 2010

## Rosa 2010
Rosa aggiornata a maggio 2010.
| N. |                               | Ruolo | Calciatore        |
| -- | ----------------------------- | ----- | ----------------- |
| 4  | Moldavia (bandiera)           | D     | Igor Soltanici    |
| 5  | Kazakistan (bandiera)         | D     | Nurtas Kurgulin   |
| 7  | Kazakistan (bandiera)         | A     | Ulan Konysbayev   |
| 8  | Kazakistan (bandiera)         | D     | Zhandos Akhmetov  |
| 9  | Kazakistan (bandiera)         | C     | Baurzhan Baitana  |
| 10 | Kazakistan (bandiera)         | A     | Alibek Buleshev   |
| 14 | Kazakistan (bandiera)         | C     | Vaid Talgaev      |
| 15 | Macedonia del Nord (bandiera) | D     | Nikola Tonev      |
| 17 | Kazakistan (bandiera)         | C     | Oleg Nedashkovski |
| 18 | Kazakistan (bandiera)         | A     | Kairat Suley      |

| N. |                         | Ruolo | Calciatore         |
| -- | ----------------------- | ----- | ------------------ |
| 19 | Kazakistan (bandiera)   | D     | Dmitri Evstigneev  |
| 20 | Kazakistan (bandiera)   | P     | Murat Mukashev     |
| 21 | Serbia (bandiera)       | C     | Uroš Milosavljević |
| 22 | Kazakistan (bandiera)   | C     | Aziz Anarmetov     |
| 23 | Kazakistan (bandiera)   | C     | Galymzhan Alimbaev |
| 24 | Serbia (bandiera)       | A     | Milan Jovanović    |
| 27 | Turkmenistan (bandiera) | D     | Alik Khaidarov     |
| 44 | Kirghizistan (bandiera) | A     | Anton Zemlyanukhin |
| 77 | Turkmenistan (bandiera) | P     | Arslan Satubaldin  |